# Metastelma eliasianum
Metastelma eliasianum är en oleanderväxtart som beskrevs av Armando Dugand. Metastelma eliasianum ingår i släktet Metastelma och familjen oleanderväxter. Inga underarter finns listade i Catalogue of Life.